# Rhodesiella xizangensis
Rhodesiella xizangensis är en tvåvingeart som beskrevs av Yang 1993. Rhodesiella xizangensis ingår i släktet Rhodesiella och familjen fritflugor. Inga underarter finns listade i Catalogue of Life.